# Benedykt Dybowski

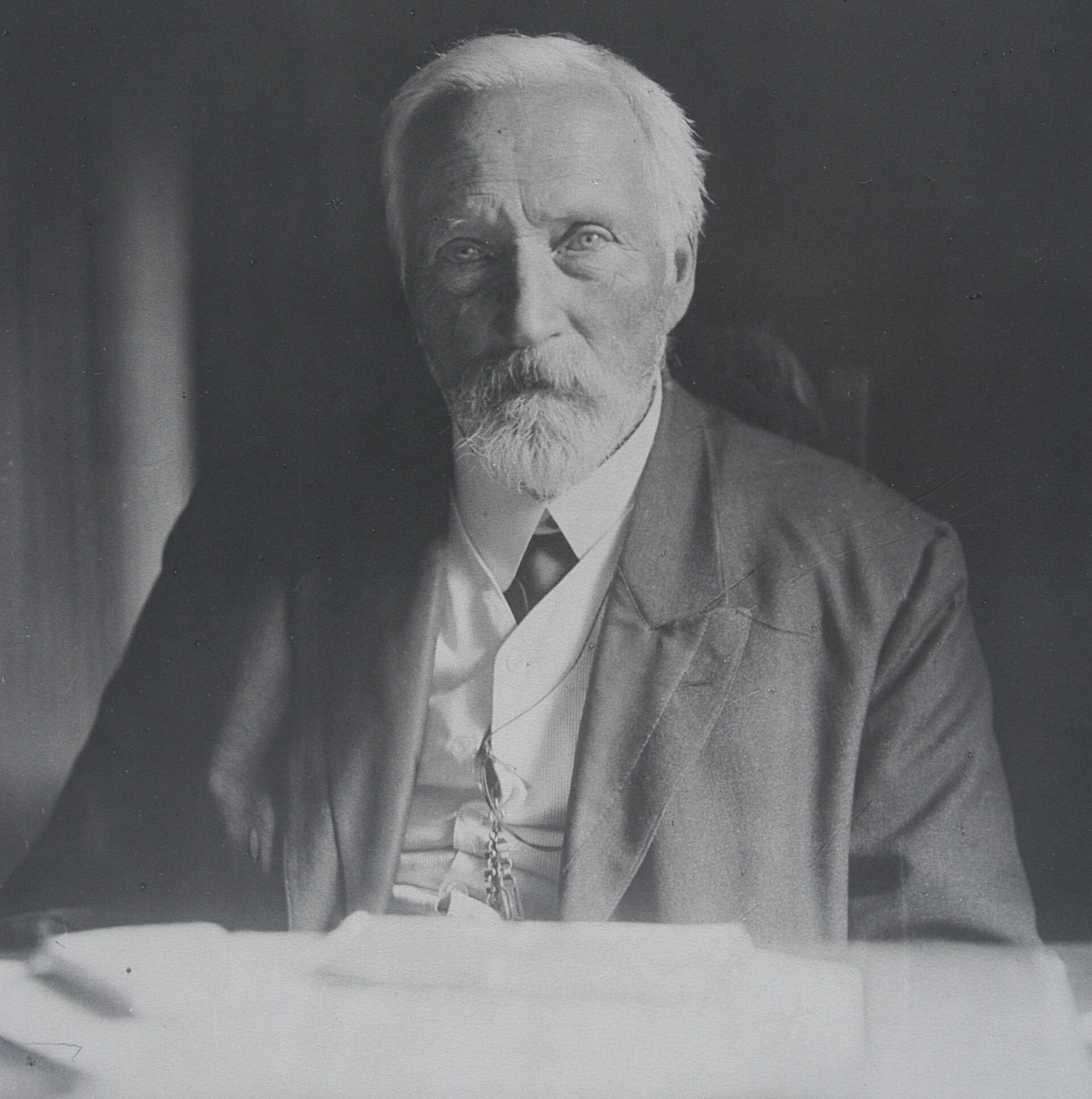
Benedykt Dybowski.

Benedykt Tadeusz NaƗęsc Dybowski, född 12 maj 1833, död 31 januari 1930, var en polsk zoolog med specialintresse limnologi. Han stöttade Charles Darwins evolutionsteori och esperanto och var politiskt aktiv.
Äldre bror till Wladyslav Dybowski.

## Publikationer
- Versuch einer Monographie der Cyprinoiden Livlands nebst einer synoptischen Aufzählung der europäischen Arten dieser Familie. Dorpat: Archiv für die Naturkunde Liv-, Ehst- und Kurlands, zweiter Serie. 1882
- Vorläufige Mittheilungen über die Fischfauna des Ononflusses und des Ingoda in Transbaikalien. Verhandlungen der k.-k. zoologisch-botanischen Gesellschaft. Wien, 19: 945-958.  1869
- Beitrag zur Kenntniss der Wassermolche Sibiriens. Verhandlungen der k.-k. zoologisch-botanischen Gesellschaft. Wien, 20: 237-242. 1870
- Zur Kenntniss der Fischfauna des Amurgebietes. Verhandlungen der k.-k. zoologisch-botanischen Gesellschaft. Wien, 22: 209-222. 1872
- Die Fische des Baical-Wassersystemes. Verhandlungen der k.-k. zoologisch-botanischen Gesellschaft. Wien, 24: 383-394. 1874
- Beiträge zur näheren Kenntniss der in dem Baikal-See vorkommenden niederen Krebse aus der Gruppe der Gammariden. St. Petersburg: Russischen Entomologischen Gesellschaft. 1874